# Yell (wyspa)
Yell – wyspa w północno-wschodniej Szkocji, na Morzu Północnym, druga pod względem wielkości wyspa Szetlandów.
Wyspa ma powierzchnię 210,9 km². Kształtem zbliżona jest do prostokąta, rozciąga się z północy na południe na długości około 30 km i liczy do około 10 km szerokości. Najwyższy szczyt na wyspie, Hill of Arisdale, wznosi się na wysokość 210 m n.p.m. Środkowy obszar wyspy zajmują torfowiska.
W 2011 roku wyspa liczyła 966 mieszkańców. W szczytowym okresie, w 1841 roku, liczba ludności przekraczała 2600. Ludność wyspy zajmuje się rybołówstwem, hodowlą owiec i psów pasterskich sheltie. Ponadto na wyspie produkuje się tkaniny wełniarskie.
Połączenie z sąsiednimi wyspami Mainland, Unst i Fetlar zapewniają przeprawy promowe.